# Alec Timms
Pas d'image ? Cliquez ici

b Matchs officiels uniquement.
Dernière mise à jour le 9 septembre 2022.
Alec Boswell Timms, né le 2 mars 1872 à Geelong et mort le 5 mai 1922 à Marylebone, est un joueur écossais de rugby à XV évoluant au poste de centre. Il joue dans l'équipe d'Écosse et l'équipe des Lions britanniques lors de la tournée en Australie de 1899.

## Biographie
Alec Timms est sélectionné pour la première fois en équipe d'Écosse le 25 janvier 1896 dans un match contre le pays de Galles à Cardiff. Il est ensuite sélectionné pour la tournée en Australie de 1899 des Lions britanniques. Sa dernière sélection avec l'équipe d'Écosse a eu lieu le 18 mars 1905 dans un match contre l'Angleterre à Richmond.

## Statistiques

### En équipe d'Écosse
- 14 sélections entre 1896 et 1905
- 16 points (3 essais, 1 drop, 1 pénalité)
- Sélections par années : 1 en 1896, 2 en 1900, 3 en 1901, 2 en 1902, 2 en 1903, 2 en 1904, 2 en 1905
- Tournois britanniques disputés: 1896, 1900, 1901, 1902, 1903, 1904 et 1905

### Avec les Lions britanniques
- 3 sélections contre l'Australie en 1899
- 3 points (1 essai)